# Transgór Mysłowice

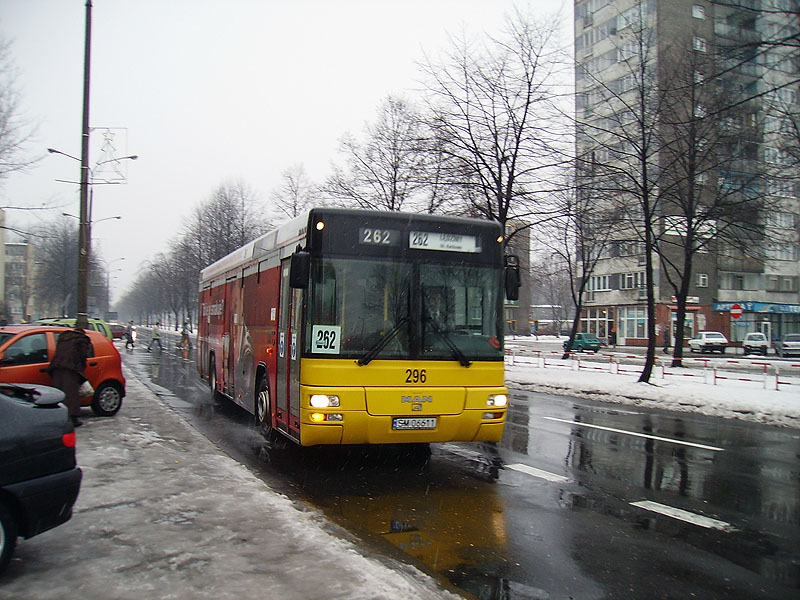
MAN SL223 firmy Transgór S.A.

Transgór Spółka Akcyjna – przedsiębiorstwo transportowe z Mysłowic, działające od 1 grudnia 1994. 
Spółka jest kontynuatorem 33-letniej działalności zlikwidowanego Przedsiębiorstwa Spedycyjno-Transportowego Przemysłu Węglowego Transgór w Mysłowicach i została założona przez jego byłych pracowników jako spółka prywatna. Firma wykonuje usługi na zlecenie: ZTM Katowice, ZKKM Chrzanów.
Na zlecenie ZTM Katowice firma obsługuje linie: 13, 56, 154, 155, 162, 166, 219, 223, 230, 253, 255, 536, 695, 788, 920, 930, 995, M12, M13 oraz T-26.
Na zlecenie ZKKM Chrzanów: 3,29, 9, 10, 15, 30, 31, 32a, 32b, 35, 41, 42.                                                                       
Transgór jest pierwszą firmą, która na zlecenie KZK GOP, wprowadziła na swych liniach kontrolę biletów przez kierowców (2005).
Spółka została podzielona na 2 rejony:
- Zakład Mysłowice: Mysłowice-Brzezinka, ul. Fabryczna 7a
- Zakład Trzebinia: Trzebinia, ul. Piłsudskiego 103a

## Tabor
| Typ autobusu               | Eksploatacja od   | Lata produkcji    | Numer taborowy                    | Liczba egzemplarzy |
| -------------------------- | ----------------- | ----------------- | --------------------------------- | ------------------ |
| Irisbus Crossway Low Entry | 2010              | 2010/2012         | 410-411 440-441                   | 4                  |
| Irisbus Citelis 12         | 2012              | 2007              | 9, 37, 437, 447                   | 4                  |
| Irisbus Citelis 12 CNG     | 2013              | 2007              | 13-14, 459                        | 3                  |
| Den Oudsten B96            | 2010              | 2000              | 5-6                               | 2                  |
| Man EL263                  | 2013              | 2008              | 469                               | 1                  |
| Solaris Urbino 18 (III)    | 2016              | 2016              | 501                               | 1                  |
| Solaris Urbino 12 (III)    | 2012              | 2006/2015         | 16, 480, 492                      | 3                  |
| Solaris Urbino 12 CNG (IV) | 2017              | 2017/2018         | 505-508 18-27 37                  | 15                 |
| Solaris Urbino 15 (III)    | 2018              | 2018              | 33-34                             | 2                  |
| Solaris Urbino 8,9LE (III) | 2018              | 2018              | 11-12                             | 2                  |
| SOR BN12                   | 2015              | 2015              | 481-483 490-491 498               | 6                  |
| SOR BNG12                  | 2015              | 2015/2016/2017    | 13-17 495-497 499-500 503-504 510 | 13                 |
| SOR BN8,5                  | 2015              | 2015              | 493-494                           | 2                  |
| Maz 203                    | 2013              | 2013/2014         | 29-30 472-473 475                 | 5                  |
| Maz 206                    | 2014              | 2014              | 31-32                             | 2                  |
| Solbus SL11                | 2009              | 2009              | 39                                | 1                  |
| Isuzu Novociti Life        | 2019              | 2019              | 24-27                             | 4                  |
| Mercedes-Benz O530         | 2012              | 2003              | 444 449                           | 2                  |
| Mercedes-Benz 413 CDI      | 2011              | 2001              | 35                                | 1                  |
| Wszystkie pojazdy          | Wszystkie pojazdy | Wszystkie pojazdy | Wszystkie pojazdy                 | 73                 |